# Reinar Wikström
Arvid Reinar Wikström, född 21 september 1924 i Tossene socken, Göteborgs och Bohus län, död 4 maj 1999 i Kville församling, Tanums kommun, var en svensk målare och tecknare.   
Han var son till sjömannen Arvid Wikström och Ada Karlsson. Wikström studerade vid Otte Skölds målarskola 1948–1949 och för Hugo Zuhr vid Kungliga konsthögskolan 1949–1955 samt vid Académie Libre 1956. Separat ställde han bland annat ut i Kristianstad och tillsammans med Alve Nordenhielm och Anders Liljefors ställde han ut i Uddevalla. Han medverkade några gånger i Stockholmssalongerna på Liljevalchs konsthall och Bohussalongerna i Uddevalla under 1960-talet. Hans konst består av figurer, stilleben och bohuslänska landskapsskildringar.